# André Betta
André Betta (Beaune, 4 marzo 1944) è un ex calciatore francese, di ruolo centrocampista.

## Carriera

### Nazionale
Ha collezionato due presenze con la propria Nazionale.

## Statistiche

### Cronologia presenze e reti in nazionale
| Cronologia completa delle presenze e delle reti in nazionale ― Francia | Cronologia completa delle presenze e delle reti in nazionale ― Francia | Cronologia completa delle presenze e delle reti in nazionale ― Francia | Cronologia completa delle presenze e delle reti in nazionale ― Francia | Cronologia completa delle presenze e delle reti in nazionale ― Francia | Cronologia completa delle presenze e delle reti in nazionale ― Francia | Cronologia completa delle presenze e delle reti in nazionale ― Francia | Cronologia completa delle presenze e delle reti in nazionale ― Francia |
| Data                                                                   | Città                                                                  | In casa                                                                | Risultato                                                              | Ospiti                                                                 | Competizione                                                           | Reti                                                                   | Note                                                                   |
| ---------------------------------------------------------------------- | ---------------------------------------------------------------------- | ---------------------------------------------------------------------- | ---------------------------------------------------------------------- | ---------------------------------------------------------------------- | ---------------------------------------------------------------------- | ---------------------------------------------------------------------- | ---------------------------------------------------------------------- |
| 25-9-1968                                                              | Marsiglia                                                              | Francia                                                                | 1 – 1                                                                  | Germania Ovest                                                         | Amichevole                                                             | -                                                                      |                                                                        |
| 6-11-1968                                                              | Strasburgo                                                             | Francia                                                                | 0 – 1                                                                  | Norvegia                                                               | Qual. Mondiali 1970                                                    | -                                                                      |                                                                        |
| Totale                                                                 |                                                                        | Presenze                                                               | 2                                                                      |                                                                        | Reti                                                                   | 0                                                                      |                                                                        |

## Palmarès
- Coppa di Francia: 1

Stade Rennais:1970-1971